# Estación de Cádiz
Estación de Cádiz vasútállomás Spanyolországban, Cádiz településen.

## Vasútvonalak
Az állomást az alábbi vasútvonalak érintik:
- Alcázar de San Juan–Cádiz-vasútvonal

## Kapcsolódó állomások
A vasútállomáshoz az alábbi állomások vannak a legközelebb:
- Estación de San Severiano (Aeropuerto de Jerez, Line C-1 (Cercanías Cádiz))
- Estación de San Severiano (Pelagatos, T-1)